# The Monster (singolo)
The Monster è un singolo del rapper statunitense Eminem, pubblicato il 29 ottobre 2013 come quarto estratto dall'ottavo album in studio The Marshall Mathers LP 2.
Il brano ha visto la partecipazione vocale della cantante barbadiana Rihanna. Questa è la loro quarta collaborazione, dopo la nota Love the Way You Lie, il sequel Love the Way You Lie Part II e la traccia Numb contenuta nel settimo album di Rihanna, Unapologetic. Il ritornello, scritto da Bebe Rexha, parla di sconfiggere i mostri che sono fuori e dentro di noi.

## Antefatti e pubblicazione
L'11 settembre 2013 Rihanna ha scritto su Twitter: 
 L'hashtag #monster ha fatto subito pensare ad una collaborazione con Lady Gaga presente nell'album Artpop, ma la notizia è stata successivamente smentita. Il 22 ottobre Eminem rivela la lista tracce del suo album The Marshall Mathers LP 2, e la dodicesima traccia, chiamata The Monster, vede la collaborazione di Rihanna, annunciando poi che la medesima traccia sarebbe stata pubblicata il 29 ottobre. Pochi giorni prima della pubblicazione, Bebe Rexha (compositrice del brano) ha spiegato in un'intervista che «quando ho scritto questo brano ero in un periodo buio e difficile della mia vita, e così è nata The Monster. È molto dark e quando ho saputo che Eminem era interessato al ritornello della traccia ero molto felice. Poi Rihanna è la ciliegina sulla torta.»
Il 28 ottobre Eminem annuncia che il brano sarebbe stato disponibile alle radio dalle 19:45, ma la traccia è stata resa disponibile con qualche ora d'anticipo. Il giorno successivo, il singolo è stato pubblicato in tutto il mondo e a partire dal 5 novembre è stato trasmesso dalle emittenti radiofoniche statunitensi.

## Video musicale
Il videoclip, pubblicato il 16 dicembre 2013 sul canale YouTube di Eminem, si apre con il rapper seduto su una poltrona a guardare un video che mostra i suoi più grandi successi (Lose Yourself, The Way I Am, My Name Is). L'ambientazione ci fa capire che Eminem è sotto effetto di medicinali e a fare la parte dell'analista è proprio Rihanna. Dopo pochi secondi di produzione, comincia il ritornello. Da lì Eminem si ritrova in un ascensore che lo porterà, scendendo poco alla volta di piano, a rivivere le scene di My Name Is, Lose Yourself, The Way I Am e Stan, la quale fu cantata ai Grammy Awards 2001. Infine Eminem, sotto il ritornello di Rihanna, si ritrova al piano terra con davanti una gabbia tenuta sotto tiro da due militari. Eminem si avvicina e vedrà che il mostro rinchiuso in essa e del quale si parla nella canzone è il suo alter ego Slim Shady.
Il videoclip, che ha conseguito la Vevo Certified a fronte di oltre 300 milioni di visualizzazioni, ha ricevuto tre candidature agli MTV Video Music Awards 2014 come Miglior video di un artista maschile, Miglior regia e Miglior collaborazione.

## Tracce
Download digitale, CD promozionale (Europa)
1. The Monster – 4:10

CD singolo (Europa)
1. The Monster (Explicit) – 4:10
2. The Monster (Edited) – 4:10

## Successo commerciale
The Monster ha esordito alla terza posizione nella Billboard Hot 100 la settimana del 6 novembre 2013, rappresentando per Eminem il terzo miglior esordio nella classifica dopo Not Afraid (primo posto) e Love the Way You Lie (secondo posto) e concorrendo con Berzerk per questo traguardo. La novità ha sancito per Rihanna il 25° brano ad aver totalizzato nella Top 10 della Hot 100 facendo ricoprire alla cantante l'ottava posizione nella rassegna degli artisti che hanno collezionato più brani in Top 10 e totalizzare 25 successi insieme a Elvis Presley. Questo successo ha anche procurato alla cantante il merito di aver collezionato più velocemente delle donne i 25 brani nella Top 10 statunitense rivestendo questa impresa otto anni e quattro mesi dal suo primo successo e rovesciando il record di Madonna che aveva sfasato per tre mesi a totalizzare i suoi brani, e l'ha coronata la seconda artista più veloce ad aver riscosso i successi nella top ten. Inoltre, The Monster ha rappresentato il 45° brano a cui l'artista ha fatto visitare la Hot 100 procurandole l'ottavo gradino delle donne che hanno visitato con più successi la classifica. Il singolo ha aperto alla numero uno la visita nella classifica Digital Songs, con vendite di 373.000 unità. Questo duetto ha rappresentato per Eminem la nona numero uno nella classifica, riservando al rapper la padronanza al secondo posto degli artisti che hanno totalizzato più numero uno nella classifica digitale insieme alla collega Katy Perry. Il titolo di padrona della classifica è rivestito invece dalla stessa Rihanna, la cui collaborazione con Eminem le ha fatto collezionare la tredicesima numero uno, in seguito al raggiungimento della vetta anche nella Billboard Hot 100. Il brano ha esordito alla numero 31 nella classifica Radio Songs rappresentando per Eminem il secondo esordio più buono dopo Just Lose It di nove anni prima.
Nel Regno Unito, il 3 novembre 2013, il singolo ha debuttato direttamente alla prima posizione della Official Singles Chart, vendendo 74 674 copie, pur essendo stato messo in commercio di martedì e avendo quindi uno svantaggio di 48 ore rispetto al resto dei brani in classifica. La canzone ha segnato, per entrambi i cantanti, la loro ottava numero uno nel Paese; in particolare The Monster è stato il primo singolo di Eminem a raggiungere il primo posto dai tempi di Like Toy Soldiers del 2005. Per quanto riguarda Rihanna, il brano le regala un posto di prestigio condiviso con Elvis Presley e i Beatles, in quanto unici artisti ad aver estratto sette singoli in testa alle classifiche in sette anni consecutivi.
Nel resto dell'Europa il singolo ha riscosso un ottimo successo commerciale, raggiungendo la vetta delle classifiche di otto paesi e la Top 10 in tutti i territori in cui è entrata in classifica.

## Classifiche

### Classifiche settimanali
| Classifica (2013) | Posizione massima |
| ----------------- | ----------------- |
| Australia         | 1                 |
| Austria           | 6                 |
| Belgio (Fiandre)  | 2                 |
| Belgio (Vallonia) | 4                 |
| Canada            | 1                 |
| Danimarca         | 2                 |
| Finlandia         | 1                 |
| Francia           | 1                 |
| Germania          | 3                 |
| Irlanda           | 1                 |
| Italia            | 5                 |
| Norvegia          | 1                 |
| Nuova Zelanda     | 1                 |
| Paesi Bassi       | 3                 |
| Regno Unito       | 1                 |
| Repubblica Ceca   | 9                 |
| Slovacchia        | 9                 |
| Spagna            | 9                 |
| Stati Uniti       | 1                 |
| Svezia            | 1                 |
| Svizzera          | 1                 |
| Ungheria          | 1                 |

### Classifiche di fine anno
| Classifica (2013) | Posizione |
| ----------------- | --------- |
| Italia            | 87        |
| Classifica (2014) | Posizione |
| Italia            | 41        |